# لويس ستيوارت
لويس ستيوارت (بالإنجليزية: Louis Stewart) هو عازف قيثارة جاز أيرلندي، ولد في 5 يناير 1944 في وترفورد في جمهورية أيرلندا، وتوفي في 20 أغسطس 2016.

## وصلات خارجية
- لويس ستيوارت على موقع ميوزك برينز (الإنجليزية)
- لويس ستيوارت على موقع أول ميوزيك (الإنجليزية)
- لويس ستيوارت على موقع ديسكوغز (الإنجليزية)